# Christian Dostal

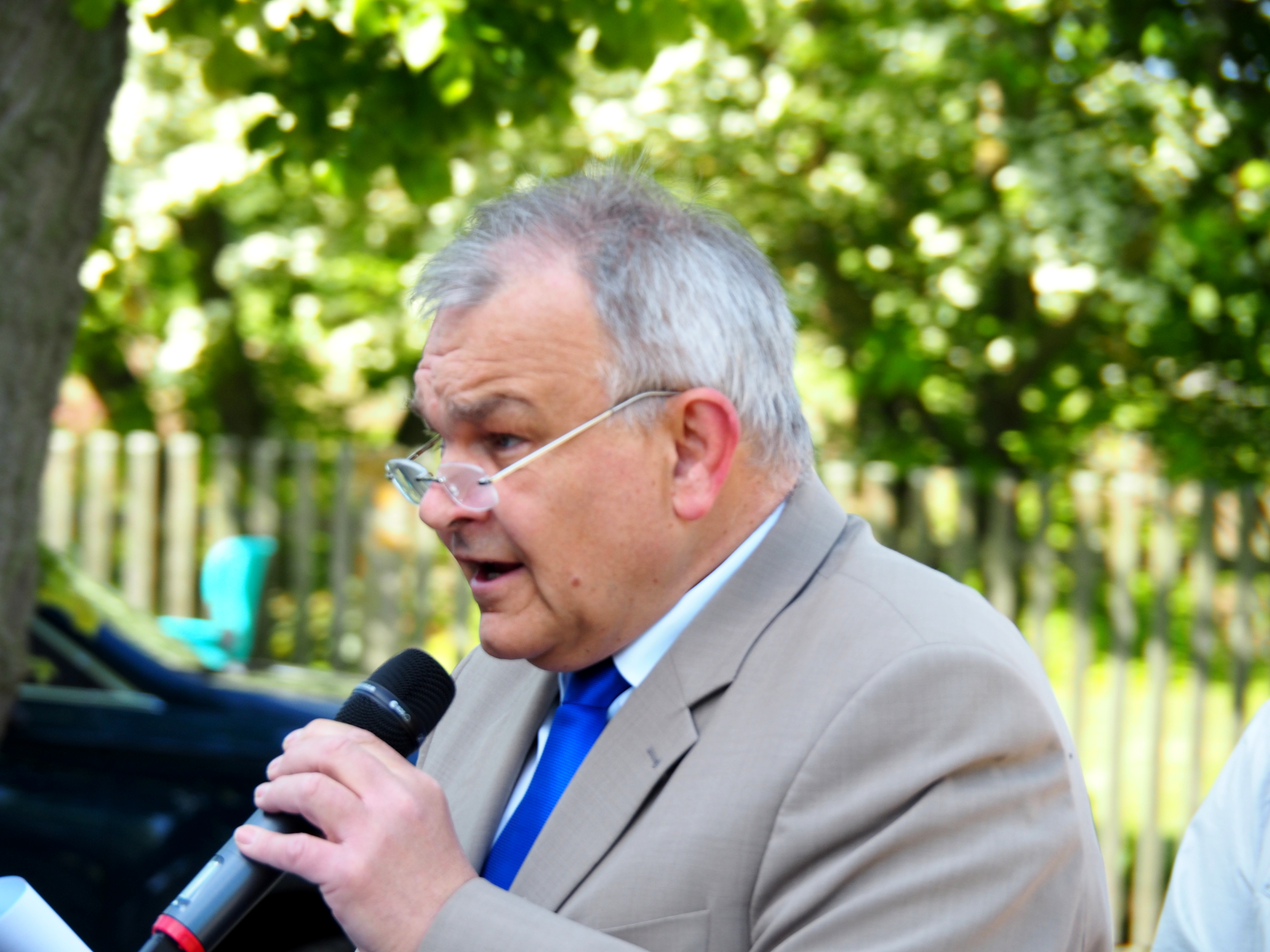
Christian Dostal (2023)

Christian Dostal (* 1967 in Eichstätt) ist ein deutscher Kirchenmusiker, Komponist und Diözesanmusikdirektor des Bistums Regensburg.

## Werdegang
Christian Dostal besuchte das Gabrieli-Gymnasium Eichstätt, wo er 1987 das Abitur ablegte. Nach dem Wehrdienst studierte er von 1988 bis 1990 Katholische Theologie an der Katholischen Universität Eichstätt. In den Jahren 1989 und 1990 war er Assistent des Eichstätter Domkapellmeisters Wolfram Menschick. Von 1990 bis 1995 folgte ein Studium der Katholischen Kirchenmusik an der Musikhochschule München, das er mit dem A-Examen mit Schwerpunktfach Gregorianischer Choral abschloss. 
Ab 1995 war Dostal Chorleiter und Organist an der Stadtpfarrkirche St. Ägidius in Dietfurt an der Altmühl. 1996 übernahm er zusätzlich das Amt des Regionalkantors für die drei Dekanate Beilngries, Berching und Velburg.
2002 promovierte er im Fach Gregorianik (mit Nebenfach Liturgiewissenschaft) bei Franz Karl Praßl an der Universität für Musik und darstellende Kunst Graz. Im gleichen Jahr erhielt er einen Lehrauftrag für Orgel, Klavier und Harmonielehre an seiner alten Schule, dem Gabrieli-Gymnasium in Eichstätt.
Zum 1. Januar 2003 übernahm er im Bistum Regensburg als neuer Diözesanmusikdirektor die Leitung des Diözesanreferats Kirchenmusik. Am Priesterseminar Regensburg unterrichtet Dostal Liturgischen Gesang.
Seit 2003 ist Dostal Schriftleiter und Mitherausgeber der halbjährlich im ConBrio Verlag erscheinenden Fachpublikation Beiträge zur Gregorianik der AISCGre. Außerdem zählt er, neben Prof. Praßl und anderen, zu den Herausgebern des ab 2011 im gleichen Verlag erschienenen, mehrbändigen Graduale Novum.
Bei der Erstellung des neuen Gotteslobs, das 2013 erschien, fungierte Dostal als Diözesanbeauftragter des Bistums und war Mitglied der Arbeitsgruppe „Lieder“. Außerdem ist er Mitherausgeber diverser Ergänzungswerke zum Gotteslob (siehe unten).
Für den Papstbesuch in Regensburg 2006 von Benedikt XVI. komponierte Christian Dostal das offizielle Mottolied Wer glaubt, ist nie allein (Text: Hagen Horoba). Es wurde unter der Nummer 853 in den Eigenteil des Bistums Regensburg des neuen Gotteslobs aufgenommen, unter der Nummer 835 in den Eigenteil des Bistums Würzburg, unter dem Nummer 837 in den des Bistums Eichstätt sowie unter der Nummer 927 in den Eigenteil der Diözesen Österreichs.
Auch im Stammteil des Gotteslobs finden sich mehrere Lieder, die von Christian Dostal komponiert wurden: Ich liege, Herr, in deiner Hut (Nr. 99, Text: Jochen Klepper) und Und suchst du meine Sünde (Nr. 274, Text: Schalom Ben-Chorin). Für den 99. Deutschen Katholikentag, der vom 28. Mai bis zum 1. Juni 2014 in Regensburg stattfand, komponierte Dostal ebenfalls das Mottolied, das den Titel Mit Christus Brücken bauen trägt. Auch hier steuerte Hagen Horoba den Text bei.
Seit Sommer 2021 lebt Dostal mit seiner Familie in Wolfskofen.

## Publikationen

### Mitherausgeberschaft (Auswahl)
- Graduale Novum – Editio magis critica iuxta SC 117
  - Tomus I: De dominicis et festis. ConBrio Verlagsgesellschaft, Regensburg 2011, ISBN 978-3-940768-15-5.
  - Tomus II: De feriis et sanctis, ConBrio Verlagsgesellschaft, Regensburg 2018, ISBN 978-3-940768-74-2.
- Chorbuch Gotteslob. Chorleiter-Paket. Carus-Verlag, 2013, ISBN 978-3-89948189-1.
- Chorbuch Gotteslob. Chorleiterband für Chor & Orgel. Carus-Verlag, 2013, ISBN 978-3-89948190-7.
- Chorbuch Gotteslob. Orgel-Begleitband. Carus-Verlag, 2013, ISBN 978-3-89948191-4.
- Motettenbuch Gotteslob. (Paket: Chorleiterband und CD). Carus-Verlag, 2013, ISBN 978-3-89948198-3.